# Championnat du Turkménistan de football 1996
Navigation
Saison 1995 Saison 1998-1999
La saison 1996 du Championnat du Turkménistan de football est la cinquième édition de la première division au Turkménistan. La compétition rassemble les dix meilleurs clubs du pays et se déroule en deux phases. Lors de la première, les clubs sont regroupés au sein d'une poule unique et s'affrontent deux fois, à domicile et à l'extérieur. À l'issue de cette phase, les huit premiers jouent la poule pour le titre.
C'est le club de Nisa Achgabat qui remporte la compétition cette saison après avoir terminé en tête du classement final, avec neuf points d'avance sur le quadruple tenant du titre, Köpetdag Achgabat et vingt-trois sur Lebap Tchardjou. C'est le tout premier titre de champion du Turkménistan de l'histoire du club, qui manque le doublé en s'inclinant en finale de la Coupe du Turkménistan face à Köpetdag Achgabat. Les deux clubs obtiennent leur qualification directe pour le championnat 1997-1998, les autres équipes doivent disputer une phase qualificative.

## Les clubs participants
| - Köpetdag Achgabat - Nebitçi Nebitdag - Merw Mary - FK Buzmeyin | - Pakhtaki Tchardjou - Nisa Achgabat - Lebap Tchardjou - Turan Dashoguz |

## Compétition
Le barème de points servant à établir le classement se décompose ainsi :
- Victoire : 3 points
- Match nul : 1 point
- Défaite : 0 point

### Deuxième phase

#### Poule pour le titre
| Rang | Équipe                | Pts | J  | G  | N | P  | Bp | Bc | Diff |
| ---- | --------------------- | --- | -- | -- | - | -- | -- | -- | ---- |
| 1    | Nisa Achgabat         | 83  | 32 | 26 | 5 | 1  | 95 | 21 | +74  |
| 2    | Köpetdag Achgabat'T'C | 74  | 31 | 23 | 5 | 3  | 76 | 12 | +64  |
| 3    | Lebap Tchardjou       | 60  | 33 | 19 | 3 | 11 | 40 | 33 | +7   |
| 4    | Merw Mary             | 52  | 32 | 16 | 4 | 12 | 61 | 34 | +27  |
| 5    | Turan Dashoguz        | 52  | 29 | 15 | 7 | 7  | 43 | 33 | +10  |
| 6    | Nebitçi Nebitdag      | 45  | 32 | 13 | 6 | 13 | 39 | 43 | -4   |
| 7    | Pakhtaki Tchardjou    | 33  | 32 | 10 | 3 | 19 | 35 | 72 | -37  |
| 8    | FK Buzmeyin           | 33  | 33 | 9  | 6 | 18 | 28 | 52 | -24  |

|  | Qualification pour la Coupe d'Asie des clubs champions 1997-1998 |
|  | Qualification pour la Coupe des Coupes 1997-1998                 |
|  | T : Tenant du titre C : Vainqueur de la Coupe du Turkménistan    |

- Même si la compétition n'est pas allée à son terme, le club de Nisa Achgabat est déclaré champion.

## Bilan de la saison
| Championnat du Turkménistan de football 1996                             |                           |
| Champion                                                                 | Nisa Achgabat (1er titre) |
| Coupes et trophées                                                       |                           |
| Vainqueur de la Coupe du Turkménistan 1996                               | Köpetdag Achgabat         |
| Qualifications continentales                                             |                           |
| Coupe d'Asie des clubs champions 1997-1998                               | Nisa Achgabat             |
| Coupe des Coupes 1997-1998                                               | Köpetdag Achgabat         |
| Promotions et relégations                                                |                           |
| Promus en Yokary Liga                                                    | Aucun                     |
| Relégués en Championnat du Turkménistan de football de deuxième division | Inconnus                  |